# Карен Хачанов
Карен Абгарович Хачанов (на руски: Карен Абгарович Хачанов) е руски тенисист.

## Биография
Карен Абгарович Хачанов е роден на 21 май 1996 г. в Москва, Русия. Хачанов започва да играе тенис на тригодишна възраст в детската градина, когато родителите му го записват в групата по тенис. Баща му Абгар е арменец от Ереван, играе волейбол, преди да учи медицина, майка му Наталия е рускиня, също учи медицина. Дядото на Хачанов по майчина линия е наполовина арменец. Въпреки че е роден в Русия, Хачанов написа в Туитър: „Винаги казвам, че имам арменски корени“.
Има сестра и брат. Неговите идоли в детството са Марат Сафин и Хуан Мартин дел Потро, а любимите спортни отбори са Реал Мадрид и Маями Хийт. Той решава да стане професионален играч на 12 години.
След като навършва 15 години, Хачанов се премества в Сплит, Хърватия, където тренира под ръководството на Ведран Мартич, бивш треньор на Горан Иванишевич. По-късно се премества в Барселона и е трениран от Гало Бланко.

## Кариера

### Младша кариера
Карен Хачанов печели титлата на Европейското първенство до 18 години в Швейцария през юли 2013 г. Заедно с Андрей Рубльов печели сребърен медал на двойки на Летните младежки олимпийски игри през 2014 г.

### Професионална кариера
Карен Хачанов печели пет титли на сингъл от ATP Тур, включително титла от Мастърс 1000 на турнира Париж Мастърс през 2018 г. Печели сребърен олимпийски медал от Олимпийските игри в Токио през 2020 г. и достигна до два полуфинала от Големия шлем на Откритото пъвенство на САЩ през 2022 г. и Откритото пъвенство на Австралия през 2023 г. Той печели една титла на двойки от Мастърс 1000 на Мадрид Оупън през 2023 г. в партньорство с Андрей Рубльов. Достига най-високото си класиране на сингъл в световната ранглистатасвета до номер 8, на 15 юли 2019 г. Най-високото му класиране на двойки  е номер 57, на 6 ноември 2023 г.

## Кариерна статистика

#### Олимпийски игри (1 сребърен медал)
| година | медал    | турнир          | Настилка | съперник          | резултат |
| ------ | -------- | --------------- | -------- | ----------------- | -------- |
| 2021   | Сребърен | Олимпийски игри | твърда   | Александър Зверев | 3–6, 1–6 |

#### Титли оттурнири от сериите Мастърс(1)
| година | турнир        | съперник във финала | резултат |
| ------ | ------------- | ------------------- | -------- |
| 2018   | Париж Мастърс | Новак Джокович      | 7–5, 6–4 |

#### Финали натурнири от сериите Мастърс(1)
| година | турнир       | съперник във финала | резултат                |
| ------ | ------------ | ------------------- | ----------------------- |
| 2025   | Канада Оупън | Бен Шелтън          | 7–6(7–5), 4–6, 6–7(3–7) |

### ATP финали (7 титли; 11 финала)
|        | П–З | Година | Турнир                  | Клас         | Настилка   | Опонент               | Резултат                |
| ------ | --- | ------ | ----------------------- | ------------ | ---------- | --------------------- | ----------------------- |
| Победа | 1–0 | 2016   | Чънду Оупън             | 250 серии    | Твърда     | Алберт Рамос Виньолас | 6–7(4–7), 7–6(7–3), 6–3 |
| Победа | 2–0 | 2018   | Оупън 13                | 250 серии    | Твърда (з) | Лукас Пуи             | 7–5, 3–6, 7–5           |
| Победа | 3–0 | 2018   | Купа на Кремъл          | 250 серии    | Твърда (з) | Адриан Манарино       | 6–2, 6–2                |
| Победа | 4–0 | 2018   | Париж Мастърс           | Мастърс 1000 | Твърда     | Новак Джокович        | 7–5, 6–4                |
| Загуба | 4–1 | 2021   | 2020'Токио              | Олимпиада    | Твърда     | Александър Зверев     | 3–6, 1–6                |
| Загуба | 4–2 | 2022   | Аделаида Интернешънъл 1 | 250 серии    | Твърда (з) | Гаел Монфис           | 4–6, 4–6                |
| Победа | 5–2 | 2023   | Джухай Чемпиъншип       | 250 серии    | Твърда     | Йошихито Нишиока      | 7–6(7–2), 6–1           |
| Победа | 6–2 | 2024   | Катар Оупън             | 250 серии    | Твърда     | Якуб Меншик           | 7–6(14–12), 6–4         |
| Победа | 7–2 | 2024   | Алмати Оупън            | 250 серии    | Твърда (з) | Габриел Диало         | 6–2, 5–7, 6–3           |
| Загуба | 7–3 | 2024   | Виена Оупън             | 500 серии    | Твърда (з) | Джак Дрейпър          | 4–6, 5–7                |
| Загуба | 7–4 | 2025   | Канада Оупън (Торонто)  | Мастърс 1000 | Твърда     | Бен Шелтън            | 6–7(5–7), 6–4, 7–6(7–3) |